# Stil
Stil (lat. stilus od gr. stylos — držak, pisaljka) je način izražavanja, koji karakteriziraju sve one značajke po kojima se razlikuje od ostalih; tj. ukupnost odlika koje čine prepoznatljivim graditeljstvo, umjetnost, književnost itd. jednog vremena ili stvaratelja.
U širem smislu može označavati osobnu odliku („individualnost koja se očituje u ukusu i djelima neke osobe”), vrstu izvedbe (npr. „slobodni stil”) ili određene sredine (npr. „rustikalni stil”).

## Umjetnički stil
U umjetnosti označava cjelokupnost karakteristika jednog umjetnika (njegov rukopis), umjetničke škole, pravca (za koji je i sinonim, kao i „umjetnički smjer”) ili umjetničko razdoblje. Stil je povezan s idejnim sadržajem djela, s nazorom umjetnika i s razvitkom umjetničkog smjera nastalog u stanovitim socijalno-ekonomskim i literarno-povijesnim uvjetima. U kritičkoj analizi likovnog djela, stil je odredbena kategorija po sadržaju i temi djela, različita od ikonografije.
Odatle i izvedenice_
- „stilski” - koji odgovara određenoj sredini ili stilu (npr. „stilski nameštaj”, „stilska restauracija”). Istog podrijetla su i riječi:
- „stilizacija” - pojednostavljivanje oblika na najkarakterističnije crte.

Umjetnički stil (također i pravac ili smjer) bi nastao kada bi umjetnik (ili skupina umjetnika) rabili iste ili slične oblike i forme za prikazivanje više ili manje istih sadržaja. Imena mnogim stilovima su dali sami umjetnici (kao što su ekspresionizam, orfizam ili suprematizam) ili povjesničari umjetnosti poslije samog stila kojega njegovi umjetnici nisu razumjeli u vrijeme trajanja. Neki su nastali kao oblik ismijavanja, uključujući stilove kao što su: gotika, barok, rokoko, neoklasicizam i fovizam.

## Književni stil
Stil pojedinoga pisca čini i karakterističan odabir i način uporabe stvaralačkih postupaka i stilskih izražajnih sredstava u oblikovanju književnoga teksta. Znanost koja se bavi proučavanjem stila naziva se stilistika. Hrvatski standardni jezik ima pet stilova za upotrebu u različitim područjima ljudske komunikacije:
- književnoumjetnički
- razgovorni
- znanstveni i popularnoznanstveni
- novinarski
- administrativno-poslovni

Oko književnoumjetničkog stila spore se brojni jezikoslovci jer on, zbog slobode izražavanja koja ga odlikuje, zapravo i ne pripada standardnom jeziku. Slično bi se moglo okarakterizirati i razgovorni stil.